# 다비트 차크베타제
다비트 고차예비치 차크베타제(러시아어: Дави́т Гоча́евич Чаквета́дзе, 조지아어: დავით გოჩას ძე ჩაკვეტაძე 다비트 고차스 제 차크베타제, 1992년 10월 18일 ~ )는 조지아 태생 러시아의 레슬링 선수이다. 2016년 하계 올림픽 남자 그레코로만형 미들급에서 금메달을 획득했다.